# 제과사

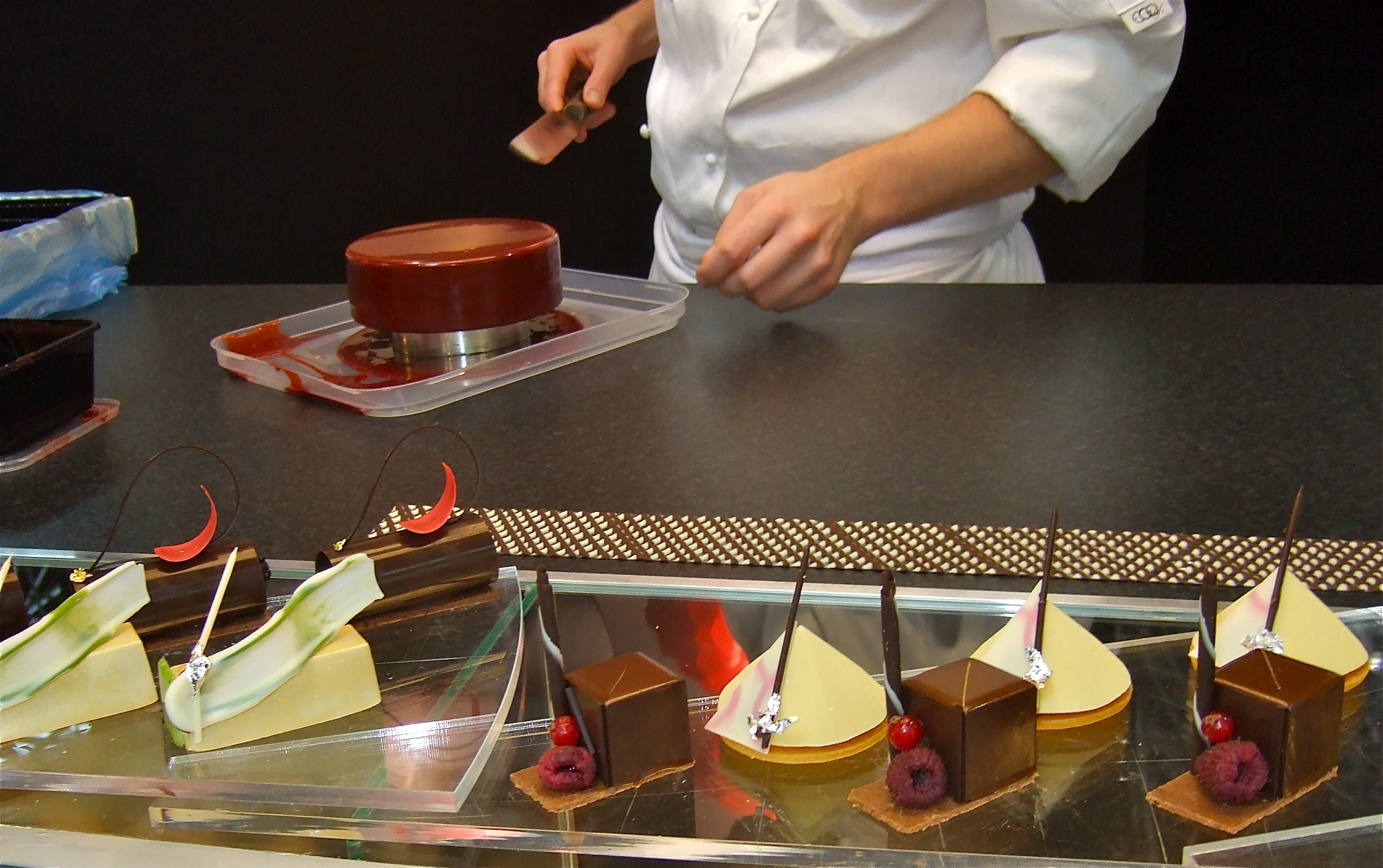
직장의 제과사

제과사(製菓師, 영어: pastry chef, 프랑스어: pâtissier)는 쿠키, 케이크, 빵 등과 같은 제과제빵류를 만드는 직업이다.
대한민국에서 관련된 자격증으로는 제과기능사, 제빵기능사, 제과산업기사, 제빵산업기사, 제과기능장 등이 있다.

## 제과사를 소재를 한 작품
- 제빵왕 김탁구 (2010년)
- 내이름은김삼순(2005년)
- 전설의 마녀 (2014년 ~ 2015년)
- 따끈따끈 베이커리 (2001년 ~ 2007년)
- 꿈빛파티시엘 (2009년 ~ 2010년)
- 식극의 소마 (2015년 ~ 2020년)

## 같이 보기
- 빵
- 빵 목록
- 베이커리
- 제빵사
- 제과 명장